# دان پیوت
دان پیوت (انگلیسی: Don Peyote) یک فیلم در ژانر کمدی به کارگردانی دن فوگلر است که در سال ۲۰۱۴ منتشر شد.